# Eleccions regionals italianes de 2005
Les eleccions per a renovar els Consells regionals de les Regions d'Itàlia se celebraren el 3 i 4 d'abril de 2005 (a Basilicata el 17 i 18 d'abril).
| Regió                    | Candidats                                               | Candidats                           | Candidats                                           | Candidats                                                                                                | Presidents sorgit                |
| Regió                    | L'Unione                                                | Casa de les Llibertats              | Alternativa Social                                  | Altres                                                                                                   | Presidents sorgit                |
| ------------------------ | ------------------------------------------------------- | ----------------------------------- | --------------------------------------------------- | --- | -------------------------------- |
| Abruços                  | Ottaviano Del Turco 455.665 (58,1%)                     | Giovanni Pace 318.004(40,6%)        | Fabrizio Bosio 9.835 (1,3%)                         | | Giovanni Pace (CdL)              |
| Basilicata (17-18 abril) | Vito De Filippo 236.814 (67,0%)                         | Cosimo Latronico 101.843 (28,8%)    | Roberto Fiore (Forza Nuova) 3.578 (1,0%)            | Margherita Torrio (Nuovo PSI) 8.783 (2,5%) Angela Rosa Mancuso (Unità Popolare) 2.446 (0,7%)             | Filippo Bubbico (L'Unione)       |
| Calàbria                 | Agazio Loiero 662.722 (59,0%)                           | Sergio Abramo 446.634 (39,7%)       | Fortunato Aloi 12.577 (1,1%)                        | Giuseppe Bilello (DC Ecologisti) 2.593 (0,2%)                                                            | Giuseppe Chiaravalloti (CdL)     |
| Campània                 | Antonio Bassolino 1.896.664 (61,6%)                     | Italo Bocchino 1.057.523 (34,4%)    | Alessandra Mussolini (Azione Sociale) 59.652 (1,9%) | Gianfranco Rotondi (Nuova DC) 64.483 (2,1%)                                                              | Antonio Bassolino (L'Unione)     |
| Emília-Romanya           | Vasco Errani 1.585.714 (62,7%)                          | Carlo Monaco 889.231 (35,2%)        | Gianni Correggiari (Forza Nuova) 25.394 (1,0%)      | Bruno Barbieri (Lista Consumatori) 27.220 (1,1%)                                                         | Vasco Errani (L'Unione)          |
| Laci                     | Piero Marrazzo 1.628.486 (50,7%)                        | Francesco Storace 1.522.198 (47,4%) | Alessandra Mussolini 62.352 (1,9%)                  | | Francesco Storace (CdL)          |
| Ligúria                  | Claudio Burlando 492.352 (52,6%)                        | Sandro Biasotti 435.601 (46,6%)     | Angelo Riccobaldi 7.328 (0,8%)                      | | Sandro Biasotti (CdL)            |
| Llombardia               | Riccardo Sarfatti 2.282.424 (43,2%)                     | Roberto Formigoni 2.846.926 (53,8%) | Gianmario Invernizzi (Forza Nuova) 142.689 (2,7%)   | Marco Marsili (Liberaldemocratici) 13.002 (0,3%)                                                         | Roberto Formigoni (CdL)          |
| Marques                  | Gian Mario Spacca 499.793 (57,7%)                       | Francesco Massi 333.635 (38,6%)     | Vincenzo Rosini 12.273 (1,4%)                       | Marco Masili (Liberaldemocraticici) 13.936 (0,3%)                                                        | Vito D'Ambrosio (L'Unione)       |
| Piemont                  | Mercedes Bresso 1.234.354 (50,9%)                       | Enzo Ghigo 1.143.993 (47,1%)        | Ludovico Ellena 24.650 (1,0%)                       | Gianfranco Rotondi (Nuova DC) 25.017 (1,0%)                                                              | Enzo Ghigo (CdL)                 |
| Pulla                    | Nichi Vendola 1.165.536 (49,8%)                         | Raffaele Fitto 1.151.405 (49,2%)    | Gianfelice Galassi 10.973 (0,47%)                   | Laura Scalabrini (Democrazia Cristiana) 10.477 (0,45%)                                                   | Raffaele Fitto (CdL)             |
| Toscana                  | Claudio Martini (Toscana Democratica) 1.185.264 (57,4%) | Alessandro Antichi 678.254 (32,8%)  | Marzio Gozzoli 20.853 (1,0%)                        | Luca Ciabatti (Rifondazione Comunista) 151.657 (7,3%) Renzo Macelloni (Socialisti e laici) 30.068 (1,5%) | Claudio Martini (L'Unione)       |
| Úmbria                   | Maria Rita Lorenzetti 319.109 (63,0%)                   | Pietro Laffranco 170.357 (33,6%)    | Luca Romagnoli 7.410 (1,5%)                         | Marcello Ramadori (Nuovo PSI) 9.561 (1,9%)                                                               | Maria Rita Lorenzetti (L'Unione) |
| Vèneto                   | Massimo Carraro 1.144.358 (42,4%)                       | Giancarlo Galan 1.365.698 (50,6%)   | Roberto Bussinello 28.649 (1,0%)                    | Giorgio Panto (Progetto Nord Est) 162.037 (6,0%)                                                         | Giancarlo Galan (CdL)            |

Font:
- Ministeri de l'Interior d'Itàlia (Web Arxivat 2009-01-26 a Wayback Machine.)